# Trude Berliner
Trude Berliner, född 28 februari 1903 i Berlin, Kejsardömet Tyskland, död 26 februari 1977 i San Diego, Kalifornien, USA, var en tysk skådespelare. Hon slog igenom som kabaretartist på 1920-talet och medverkade i många tyska filmer fram till Weimarrepublikens fall 1933. Eftersom hon var judinna flydde hon från Tyskland efter NSDAP:s maktövertagande. Hon kom till USA 1939 men fick där bara några småroller i amerikansk film på 1940-talet. Hon gjorde en minimal insats i Casablanca 1942 där hon spelar en gäst på Ricks bar. Hon har där en replik mot skådespelaren S.Z. Sakall som var en gammal kollega till henne som flytt Tyskland av samma skäl. Efter att ha medverkat i en västtysk film 1955 blev det inga fler filmroller.

## Filmografi, urval
- 1929 – Dig har jag kär
- 1930 – Pension Schöller
- 1931 – Manégens skuggor
- 1932 – Hans Höghet roar sig
- 1932 – Kärlek vid första ögonkastet
- 1932 – En kyss i kärlek
- 1932 – Storstadsnätter
- 1933 – Det var en gång en musiker
- 1942 – Casablanca (ej krediterad)
- 1945 – Dolly Sisters (ej krediterad)